# Hélène Ségara
Hélène Ségara, nome artístico de Hélène Rizzo, (Six-Fours-les-Plages, 26 de Fevereiro de 1971) é uma cantora francesa. 
Nascida numa família pobre, filha de pai italiano e mãe arménia, Hélène começou a cantar aos quatorze anos de idade em piano bars e desde então se dedicou cada vez mais no meio musical. Nada foi fácil para a garota, pois seus pais estavam se separando, e teve que morar por um tempo em uma pensão, logo em seguida passou a morar com seu pai. Seu primeiro disco foi lançado em 1993 sem nenhum sucesso, mas nem por isso Hélène desistiu de cantar.
No ano de 1996 Hélène resolve partir para Paris em busca de oportunidades, mas não se adapta e volta para sua região natal. Mais tarde, conhece o empresário Orlando Gigliotti, irmão da lendária cantora Dalida, que aposta em Hélène com grande entusiasmo. Sua primeira canção de sucesso foi Je vous aime, adieu e recebe o prêmio Rolf Marbot na primavera de 1997. Esta canção pertence ao seu primeiro álbum de sucesso Cœur de verre (Coração de vidro). Outras canções de grande destaque deste álbum foram: Les Vallées d'Irlande e Vivo per lei com participação de Andrea Bocelli.
No ano de 1997 Hélène estréia a comédia musical Notre-Dame de Paris, alcançando grande popularidade em toda a França. Logo após grava a trilha sonora do desenho animado da Disney Anastasia junto com o CD Sida.
Em 1999 Hélène teve que abandonar a comédia musical por problemas em suas cordas vocais, seus médicos avisaram que deveria abandonar o cenário musical por algum tempo para evitar danos maiores. Hélène sofre uma pequena cirurgia, mas no mesmo ano grava o disco "Au nom d'une femme" (Em nome de uma mulher) com várias canções que chegaram ao primeiro lugar na França, Suíça e Bélgica.
No ano 2000 Hélène tenta apostar no mercado latino lançando um disco com suas melhores canções em castelhano e duas faixas em francês. Uma delas é "Elle, tu l'aimes", versão francesa do fado português Canção do mar.
Depois de um período de descanso de espetáculos e eventos, Hélène volta em 2003, após ter tido um filho, com o álbum "Humaine". A canção de maior sucesso deste trabalho foi "On n'oublie jamais rien, on vit avec" em dueto com Laura Pausini. Em 2004 Hélène lança uma coletânea chamada Le Best Of com suas melhores canções, incluindo inéditas como "Ailleurs comme ici", "Je t'aimerai" e "Ne me laisse jamais partir".
No fim de 2006, lançou seu álbum mais recente "Quand l'éternité..." . No ano de 2007 Hélène começa a divulgar canções de trabalho do novo álbum, Rien n'est comme avant e "Tu ne seras jamais libre".
No fim de 2008, Hélène lança seu novo álbum "Mon pays c'est la terre", com seu novo single "Qu'est-ce Qu'on Va Faire Avec Ce Monde".

## Discografia
Álbuns
- 1996: Cœur de verre
- 2000: Au nom d'une femme
- 2001: En concert à l'Olympia
- 2002: Hélène (em castelhano)
- 2003: Humaine
- 2004: Ailleurs comme ici (best of)
- 2006: Quand l'éternité…
- 2008: Mon pays c'est la terre
- 2011: Parmi la foule
- 2014: Tout Commence aujourd`hui
- 2016 : Amaretti

Singles
- 1993: Loin
- 1996: Je vous aime adieu
- 1996: Une voix dans la nuit
- 1997: Les larmes (single remix)
- 1997: Auprès de ceux que j'aimais
- 1997: Vivo per lei (duo com Andrea Bocelli)
- 1998: Loin du froid de Décembre (tema principal do filme Anastasia)
- 1998: Vivre (thème principal de la comédie musicale Notre-Dame de Paris)
- 1999: Les vallées d'Irlande
- 1999: Il y a trop de gens qui t'aiment
- 2000: Elle, tu l'aimes
- 2000: Parlez moi de nous
- 2001: Tu vas me quitter
- 2001: Au nom d'une femme (Remix)
- 2001: Mrs Jones  (ao vivo no Olympia 2000)
- 2002: Donner tout
- 2003: L'amour est un soleil
- 2003: Encore une fois
- 2003: On n'oublie jamais rien, on vit avec (com Laura Pausini)
- 2004: Humaine
- 2004: On ne dit pas
- 2004: Ailleurs comme ici
- 2006: Méfie toi de moi
- 2007: Rien n'est comme avant
- 2007: Tu ne seras jamais libre
- 2008: Qu'est-ce Qu'on Va Faire Avec Ce Monde